# Estación Mário Carvalho
La Estación Mário Carvalho, también conocida como Estación de Timóteo, es una estación ferroviaria que funciona como terminal de carga y pasajeros en el municipio brasileño de Timóteo, en el interior del estado de Minas Gerais.
Localizada en el margen derecho del Río Piracicaba, que divide Coronel Fabriciano con Timóteo, y a la izquierda de la BR-381, fue inaugurada en 1942, habiendo pasado por una gran ampliación de su capacidad debido al crecimiento de la población de la ciudad. Es importante para la economía municipal, pues es una alternativa para asegurar la producción de la Aperam South America (antigua Acesita) y recepción de materia prima destinada a la empresa. De entre las alternativas de transporte colectivo regular, la EFVM también es la opción de viaje más barata para varias ciudades de la Mesorregión Metropolitana de Belo Horizonte, Vale do Rio Doce y Espírito Santo, como Belo Horizonte, Juán Monlevade, Gobernador Valadares, Baixo Guandu, Colatina y Región Metropolitana de Vitória, de entre otras ciudades con estaciones.
De entre las cuatro principales ciudades que componen la Región Metropolitana del Vale do Aço (Coronel Fabriciano, Ipatinga, Santana do Paraíso y Timóteo), solo Ipatinga y Timóteo cuentan con estaciones ferroviarias. La estación ipatinguense es la Estación Intendente Cámara, que fue inaugurada en la década de los cincuenta. Coronel Fabriciano también contaba con un terminal ferroviario, la Estación del Calado, que fue cerrada en 1979, sin embargo la Estación Mário Carvalho, a pesar de situarse en territorio timotense, está más próxima al Centro Fabriciano que de cualquier otro barrio de Timóteo. Su nombre es un homenaje a un antiguo trabajador de la Vale.